# Benedictus Neefs
Corneel Neefs (Kontich, 19 januari 1741 – 7 november 1790) was de 46ste cisterciënzersabt van de abdij van Hemiksem.
Neefs ging in 1762 de abdij van Hemiksem binnen onder de monastieke naam Benedictus.

## Abt van Hemiksem
In 1780 werd hij tot abt verkozen na de dood van abt Bruyndonckx en geïnstalleerd na de goedkeuring van de keizer. Hij zat in de Staten van Brabant na het overlijden van de abt van Vlierbeek. Zijn lokale en economische macht reikte tot ver buiten de muren van de abdij, aangezien het grondgebied van de abdij uitgestrekt was. Hij richtte meerdere gebouwen op en ging door met het hervormen van de abdijgebouwen tijdens zijn ambtsperiode. Voor de abdijkerk liet hij een indrukwekkende kruistocht maken bij de schilder Willem Jacob Herreyns.
Neefs stond bekend om zijn verzet tegen de hervormingen van keizer Jozef II. Samen met Godfried Hermans, abt van Grimbergen, protesteerde hij krachtig tegen de hervormingen. De twee werden belangrijke leiders van het kerkelijk verzet en beiden namen deel aan processies en overlegden met Hendrik van der Noot . Beide abten steunden het geheime genootschap Pro Aris et Focis financieel.
Hij stierf in 1790 in het refugium van zijn abdij in Brussel. Hij werd opgevolgd door Dom Raphaël Seghers die de laatste abt van Hemiksen zou zijn. Het portretschilderij van Neefs wordt bewaard in de Abdij van Bornem.